# Рывчин, Владимир Иванович
Владимир Иванович Рывчин (8 июня 1927 — 20 декабря 1994) — советский дизайнер-полиграфист.
Окончил Московский полиграфический институт (1959), затем преподавал в нём; «замечательным педагогом» называет Рывчина современный художник книги Андрей Рыбаков. Одновременно Рывчин работал в издательстве «Просвещение». Наследовал идеям другого видного советского специалиста, В. Н. Ляхова.
Основной сферой деятельности Рывчина был дизайн учебной литературы: Рывчиным создан визуальный канон советского учебника, во многом сохраняющийся в российской учебной литературе до сих пор. Теоретическая часть взглядов Рывчина на оформление учебной книги сведена в книгу «О художественном конструировании учебников» (М.: Книга, 1980). По мнению современного специалиста, Рывчин

соверши[л] в своё время мало кем осознанную революцию в оформлении учебной книги.